# Provaz (gymnastika)

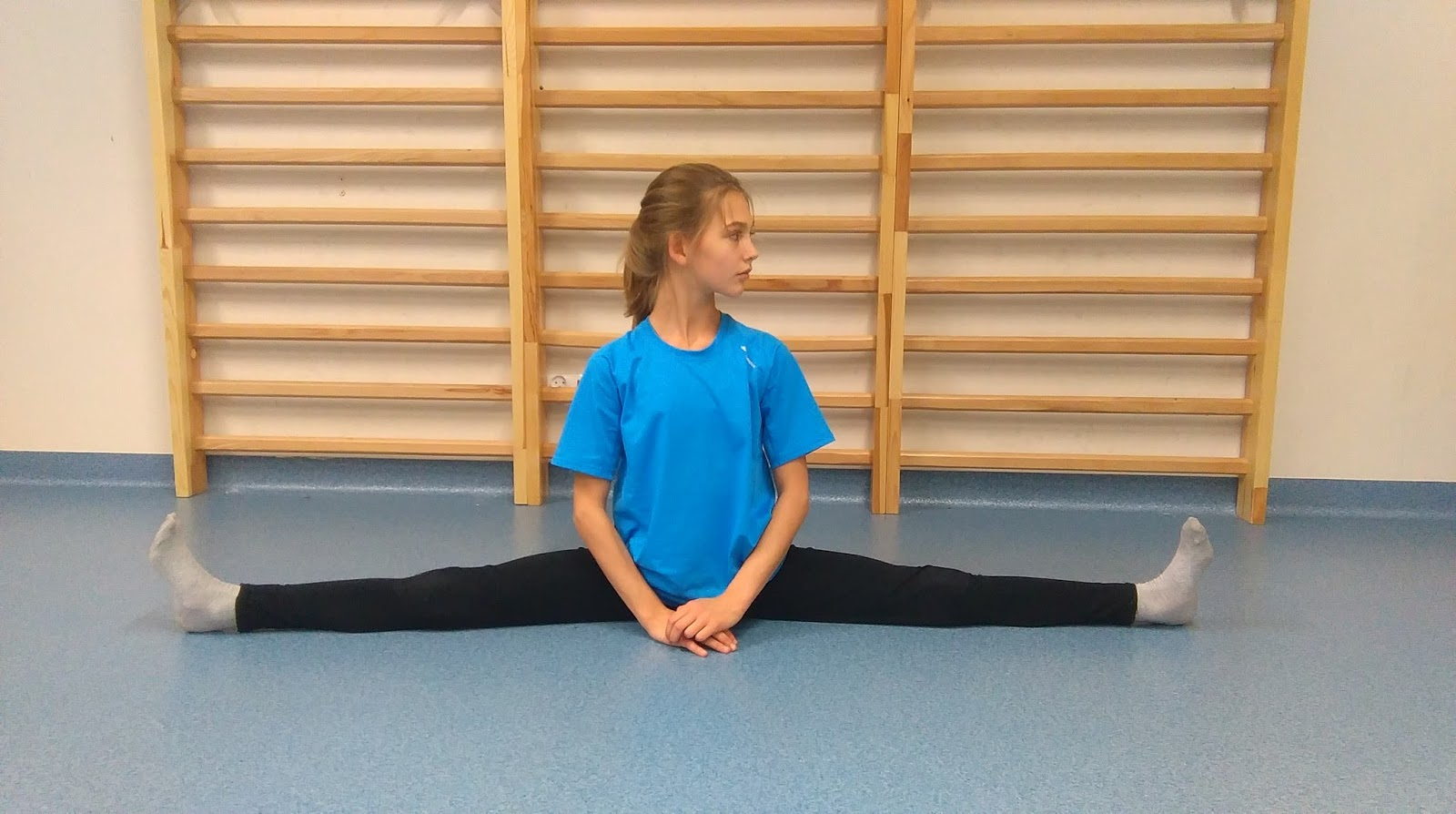
Provaz (boční)

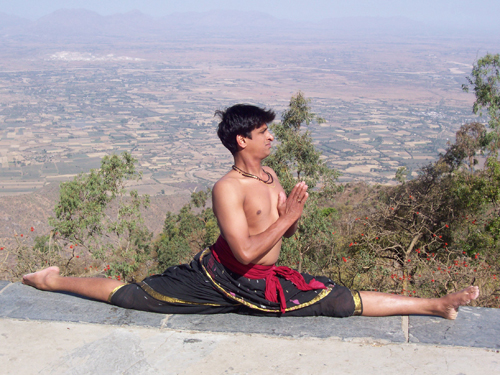
Provaz (přední)

Provaz je pozice těla, ve které jsou obě nohy v jedné linii a směřují do opačných směrů. Provaz se provádí například v gymnastice, krasobruslení, během synchronizovaného plavání, při vystoupení roztleskávaček, hadích žen a mužů nebo při józe (např. hatha józe).

## Variace
Existují dva typy provazu:
- Boční provaz (rozštěp)
- Přední provaz